# 印度尼西亚自雇工作者组织中心
印度尼西亚自雇工作者组织中心，又译印尼自雇员工中央组织、印度尼西亚自力更生雇员组织，简称梭克西（SOKSI），是印度尼西亚的一个工人组织，于1960年5月20日由印度尼西亚军方成立，旨在制衡印度尼西亚全国劳工组织中心（隶属印度尼西亚共产党）。